# Беляев, Александр Романович
Алекса́ндр Рома́нович Беля́ев (4 (16) марта 1884, Смоленск, Смоленская губерния — 6 января 1942, Пушкин, Ленинград) — русский писатель-фантаст, репортёр и адвокат, журналист. Один из основоположников советской научно-фантастической литературы, первый из советских писателей, целиком посвятивший себя этому жанру.
Среди наиболее известных его романов — «Голова профессора Доуэля», «Человек-амфибия», «Ариэль», «Звезда КЭЦ» и многие другие (всего более 70 научно-фантастических произведений, в том числе 17 романов). За значительный вклад в русскую фантастику и провидческие идеи Беляева называют «русским Жюлем Верном».

## Биография

### Детство и учёба
Александр Беляев родился в Смоленске, в семье православного священника, настоятеля церкви Смоленской иконы Божией Матери (Одигитрии). Отец — Роман Петрович Беляев, мать — Наталья Фёдоровна. В семье было ещё двое детей: сестра Нина умерла в детском возрасте от саркомы; брат Василий, студент ветеринарного института, утонул, катаясь на лодке.
Беляев был увлекающейся натурой. С ранних лет его влекла к себе музыка: он самостоятельно научился играть на скрипке, рояле, любил музицировать часами. Ещё одной «забавой» были занятия фотографией (существовал сделанный им снимок «человеческая голова на блюде в синих тонах»). Известно, что А. Беляев занимался языком эсперанто. С детства много читал, увлекался приключенческой литературой. Рос непоседой, любил всевозможные розыгрыши и шутки; следствием одной из его шалостей стала травма глаза с последующим ухудшением зрения. Мечтал юноша и о полётах: пытался взлетать, привязав к рукам веники, прыгал с крыши с зонтом и самодельным парашютом, сделанным из простыней, мастерил планер. Однажды, при очередной попытке взлететь, он неудачно приземлился на пятки, отчего повредил спину. Эта травма впоследствии привела к развитию туберкулёза позвоночника и инвалидности.
В 16—18 лет изобрёл стереоскопический проекционный фонарь.
Отец желал видеть в сыне продолжателя своего дела и отдал его в 1894 году в духовное училище. По окончании его в 1895 году Александр был переведён в Смоленскую духовную семинарию. В июне 1901 года окончил её, но священником не стал, будучи убеждённым атеистом. В августе 1901 года подписал контракт с театром смоленского Народного дома и по март 1902 года играл в спектаклях «Безумные ночи», «Ревизор», «Трильби», «Лес», «Нищие духом», «Бешеные деньги», «Воровка детей», «Соколы и вороны» (Тюрянинов), «Преступление и наказание» (Разумихин), «Два подростка» (капитан д’Альбоаз), «Картёжник» (Герман). Наперекор отцу он в июне 1902 года поступил в Демидовский юридический лицей в Ярославле.
В январе 1905 года в связи со всероссийской забастовкой студентов занятия в лицее были прекращены, Беляев вернулся домой. 27 марта (9 апреля) того же года умер его отец. Вскоре после смерти отца Беляеву пришлось подрабатывать: он давал уроки, рисовал декорации для театра, играл на скрипке в оркестре цирка Труцци, печатался в городских газетах как музыкальный критик.
10—11 декабря 1905 года во время Первой русской революции Беляев принял участие в московских студенческих волнениях, строительстве баррикад и в дальнейшем поддерживал связь с группой социалистов-революционеров под руководством Корелина, в связи с чем находился под наблюдением губернского жандармского управления. В секретных отчётах жандармерии он проходил под кличкой «Живой». В июне 1906 года занятия в Демидовском лицее возобновились, и Александр вернулся к занятиям. В августе 1909 года за Беляевым была установлена слежка, а в ночь со 2 на 3 ноября этого же года жандармское управление провело у него обыск.

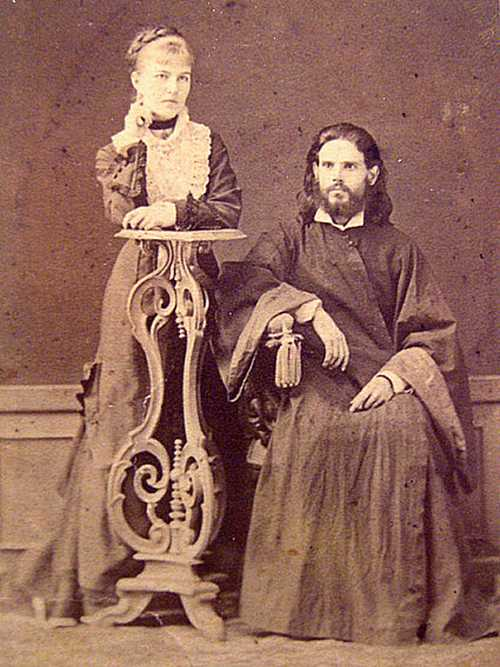
Наталья Фёдоровна и Роман Петрович Беляевы, родители писателя
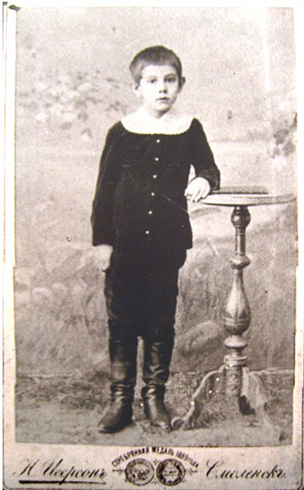
Александру Беляеву 10 лет
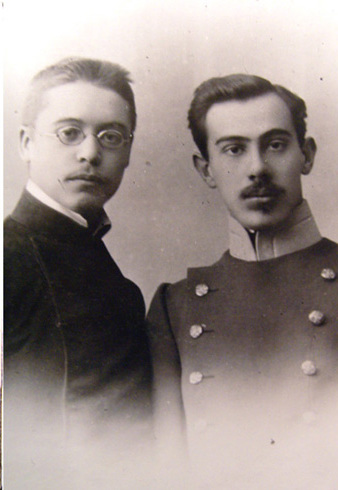
Александр Беляев со смоленским другом Николаем Высоцким

### Юрист. Журналист. Театрал
В июне 1909 года Беляев окончил лицей, после чего вернулся в Смоленск и начал заниматься юридической практикой. Получил должность помощника присяжного поверенного (в июне 1909), потом присяжного поверенного (в июне 1914) и вскоре приобрёл известность как юрист, у него появилась постоянная клиентура. Одновременно с этим Беляев подрабатывал в газете «Смоленский Вестник», выходившей 6 раз в неделю, с дополнительными выпусками и литературными приложениями. Первые публикации Александра Беляева появились в 1906 году, а с 1911 года сотрудничество стало регулярным. Это были репортажи о театральных и музыкальных премьерах, критические заметки, очерки общественно-литературной жизни, которые выходили под псевдонимом «- В-la-f -» или подписью «Б.». С 1910 по 1913 года Беляев — штатный сотрудник газеты, для которой он писал театральные рецензии и путевые очерки о поездках по Европе. В 1913—1915 годах Беляев работал секретарём редакции газеты. За защиту богатого лесопромышленника Скундина в 1911 году молодой поверенный получил хороший гонорар. Выросли и материальные возможности: Беляев смог снять и обставить хорошую квартиру, приобрести неплохую коллекцию картин, собрать большую библиотеку. В конце марта 1913 года он съездил в Европу: побывал во Франции, Италии, посетил Рим, Венецию, Неаполь, Флоренцию, Геную. Здесь же осуществилась детская мечта о полёте, и Беляев поднялся в воздух на гидроплане. Путевые очерки об этом путешествии были опубликованы в газете «Смоленский вестник». В ноябре 1914 года оставил адвокатскую практику ради должности ответственного редактора газеты «Смоленский вестник», но в феврале 1915 года вернулся в адвокатуру.
В 1908—1909 годах Беляев состоял в браке с Анной (Станкевич?), а в 1913 году он второй раз вступил в брак с Верой Былинской.
Ещё во время учёбы в лицее Беляев проявил себя театралом. Под его руководством в 1913 году учащиеся мужской и женской гимназий разыграли сказку «Три года, три дня, три минутки» с массовыми сценами, хоровыми и балетными номерами. В том же году Беляев и виолончелистка Ю. Н. Сабурова поставили оперу-сказку Григорьева «Спящая царевна». Сам он мог выступать и драматургом, и режиссёром, и актёром, создавал эскизы костюмов и декораций. Домашний театр Беляевых в Смоленске пользовался широкой известностью, гастролировал не только по городу, но и по его окрестностям. Несколько сезонов были сыграны в Москве. Однажды, во время приезда в Смоленск столичной труппы под руководством Станиславского, Беляеву удалось заменить заболевшего артиста в нескольких спектаклях. В июле 1914 года в московском детском журнале «Проталинка» опубликована пьеса Беляева «Бабушка Мойра».

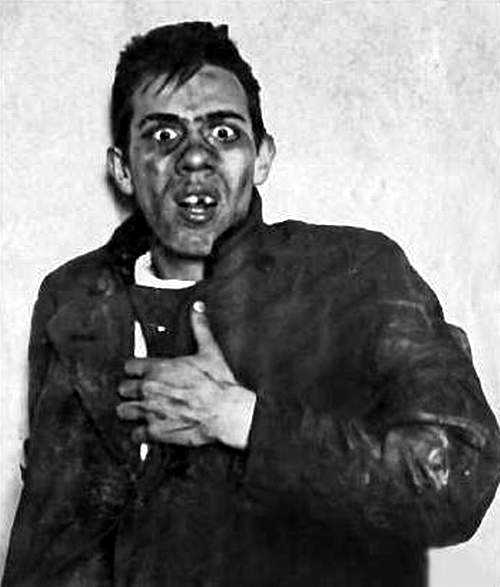
Александр Беляев в любительском спектакле. Смоленск. 1904 год
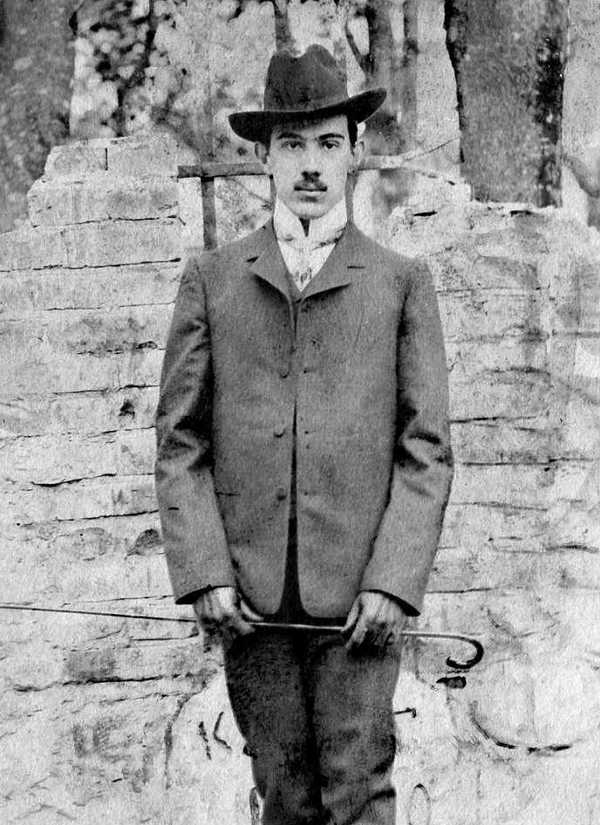
Александр Беляев в Смоленске. 1905 год
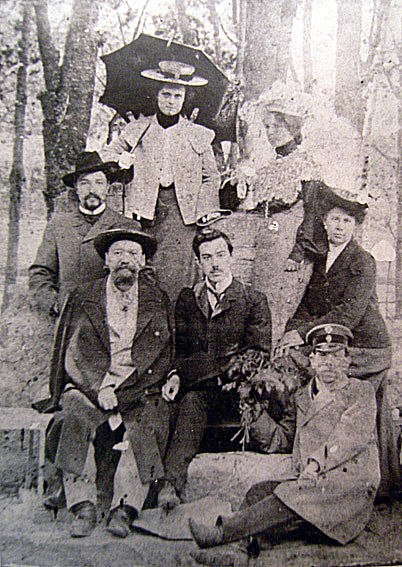
Смоленская любительская театральная труппа под руководством А.Р. Беляева. Начало XX века

### Болезнь и Крым
Началась Первая мировая война. Беляева не взяли в действующую армию по состоянию здоровья — дала о себе знать полученная в детстве травма спины.
В 1915 году Беляев заболел туберкулёзом позвонков, осложнившимся параличом ног. Тяжёлая болезнь на шесть лет приковала его к постели, три из которых он пролежал в гипсовом корсете. Молодая жена его покинула, сказав, что не для того она выходила замуж, чтобы ухаживать за больным мужем. Беляев переехал в Ростов-на-Дону, где сотрудничал с ростовской газетой «Приазовский край» и опубликовал первый фантастический рассказ «Берлин в 1925 году». 
В поисках специалистов, которые могли бы ему помочь, Беляев с матерью и старой няней попал в Ялту. Там, в больнице, он начал писать стихи. Не поддаваясь отчаянию, он занялся самообразованием: изучал иностранные языки, медицину, биологию, историю, технику, много читал (Жюля Верна, Герберта Уэллса, Константина Циолковского). В 1918—1920 годах сотрудничал с белогвардейскими газетами в Ялте. В 1919 году познакомился со своей будущей женой Маргаритой Константиновной Магнушевской, работавшей в библиотеке. Весной 1919 года от голода умирает мать Беляева, а сын — больной, в гипсе, с высокой температурой — даже не смог проводить её на кладбище. 
И только в 1921 году Беляев поднялся с постели. В 1922 году он вернулся к полноценной жизни, начал работать. Летом 1922 года в Доме отдыха для учёных и писателей в Гаспре Беляеву изготовили целлулоидный корсет вместо гипсового, он смог ходить и работать в учреждениях Ялты. Сначала Беляев стал заведующим школы-колонии, потом с помощью Левы Магнушевского (брата Маргариты) поступил на должность инспектора уголовного розыска, где организовал фотолабораторию. Позже перешёл на работу библиотекарем «из-за моральной обстановки». В декабре 1921 года он обвенчался с Магнушевской, а 22 мая 1923 года они зарегистрировали брак в ЗАГСе. Жизнь в Ялте была тяжёлой, и Александр Беляев с помощью знакомой в 1923 году перебрался с семьёй в Москву, где устроился на работу юрисконсультом в Наркомпросе.

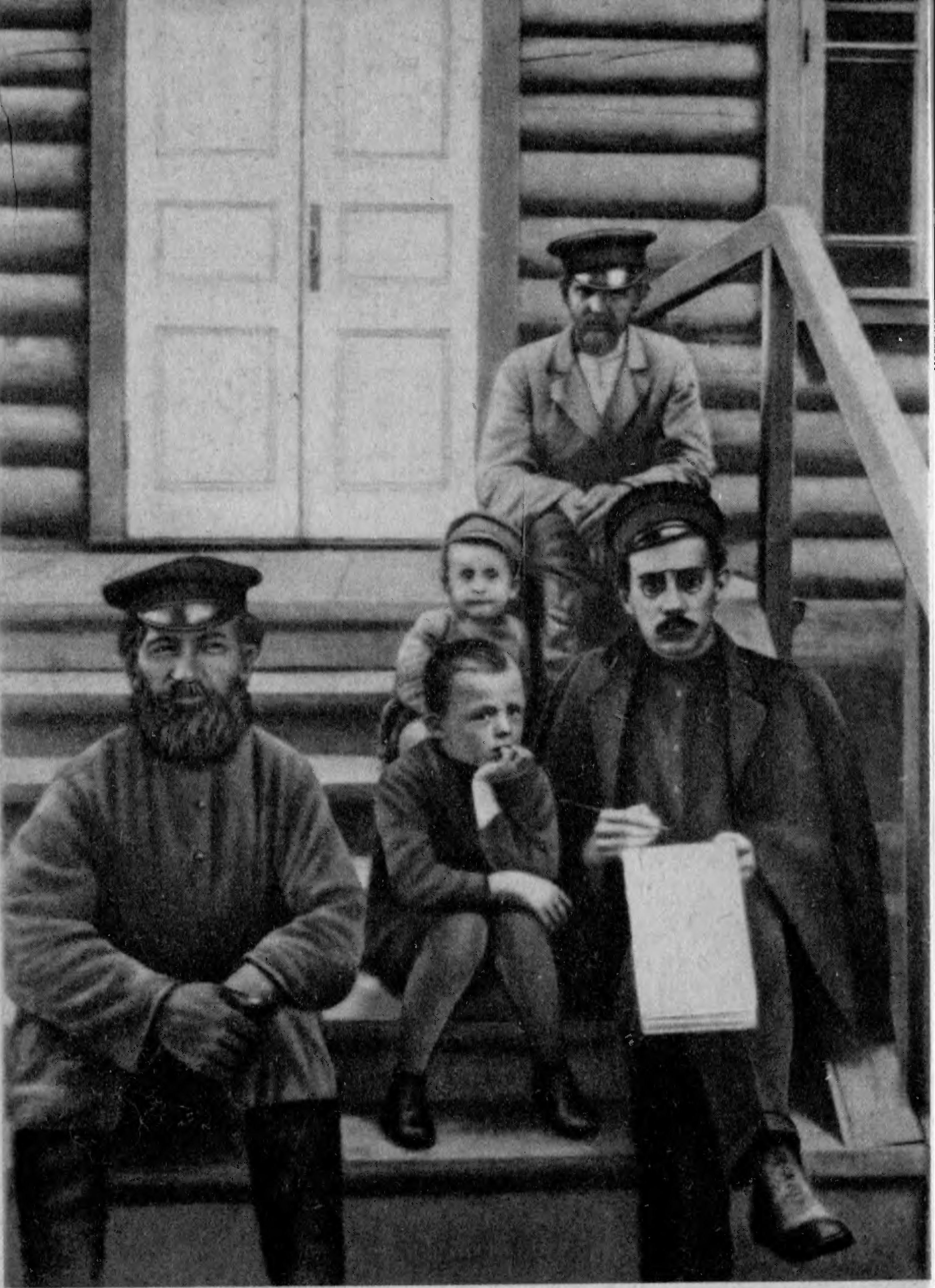
Александр Беляев в городе Ярцево в качестве корреспондента газеты «Смоленский вестник». 1914 год
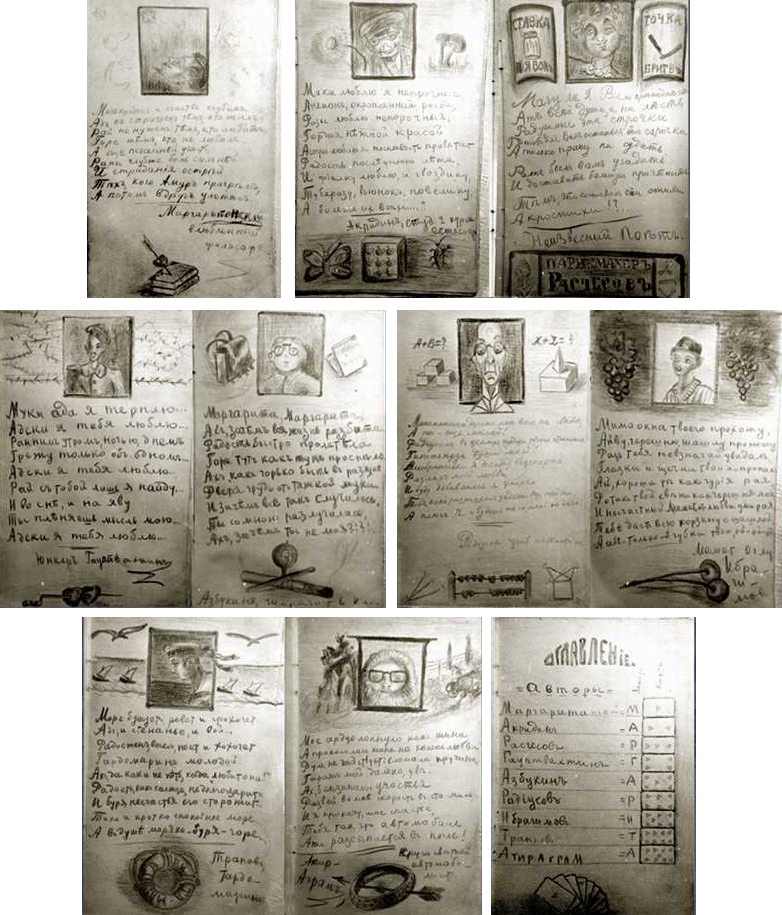
Книжка акростихов на память. Нарисована и написана А. Беляевым в дар жене Маргарите Константиновне (1920-е годы)
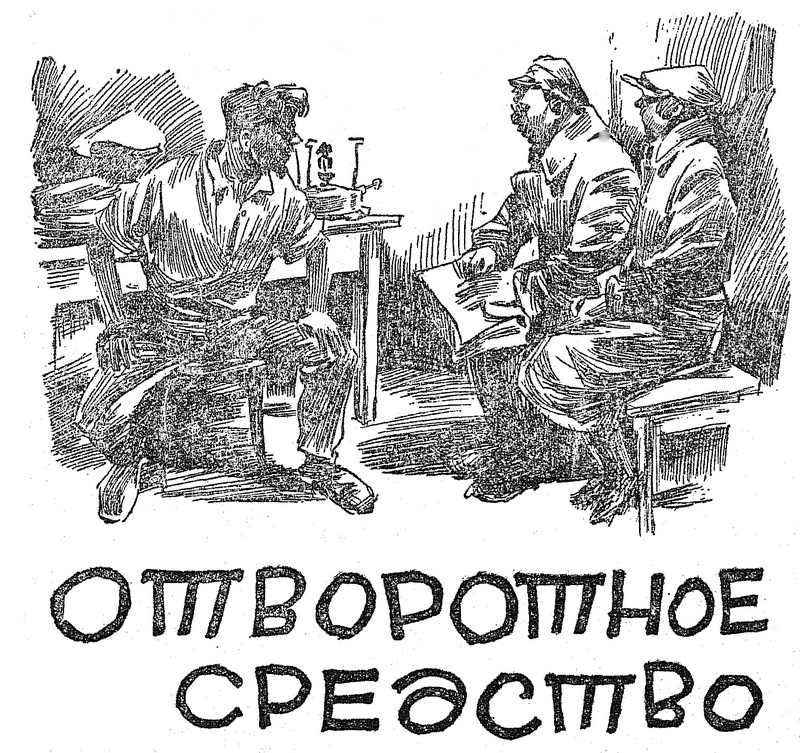
«Отворотное средство», иллюстрации Бориса Антоновского. 1929 год

### Начало карьеры писателя. Москва
15 марта 1924 года в семье Беляевых родилась старшая дочь Людмила. С 1923 года Александр Романович работал в наркомате почт и телеграфов и публиковал в ведомственном журнале «Жизнь и техника связи» очерки по истории радиотехники, что вдохновило его на создание романа «Борьба в эфире (Радиополис)», где писатель отразил перспективы радиоэлектроники и телемеханики. В Москве Беляев начал серьёзную литературную деятельность. Он печатал научно-фантастические рассказы, повести в журналах «Вокруг света», «Знание — сила», «Всемирный следопыт». В 1924 году в газете «Гудок» опубликовал рассказ «Голова профессора Доуэля», в 1925 году этот рассказ вышел в журнале «Всемирный следопыт», а в 1928 году писатель переработал «Голову профессора Доуэля» в роман «Воскресшие из мёртвых». В 1926 году в издательстве «Земля и фабрика» вышла первая книга — сборник рассказов «Голова профессора Доуэля». Сам Беляев называл это произведение автобиографической историей, поясняя: «Болезнь уложила меня однажды на три с половиной года в гипсовую кровать. Этот период болезни сопровождался параличом нижней половины тела. И хотя руками я владел, всё же моя жизнь сводилась в эти годы к жизни „головы без тела“, которого я совершенно не чувствовал — полная анестезия…».
В Москве Беляев прожил до 1928 года; за это время он создал романы «Остров погибших кораблей» (публикуется частями во «Всемирном следопыте» с 1926 по 1927 год), «Последний человек из Атлантиды» (опубликован в 1925 году в журнале «Всемирный следопыт»), «Человек-амфибия» (вышел в 1928 году в московском журнале «Вокруг света», потом дважды выходит отдельной книгой в том же году), «Борьба в эфире» (в 1927 году напечатана журнальная версия под названием «Радиополис», через год опубликован под новым названием), «Властелин мира» (сокращённая версия опубликована в газете «Гудок» в 1926 году). Писал автор не только под своим именем, но и под псевдонимами «А. Ром» и «Арбел».

### Ленинград. Киев. Пушкин. Мурманск
В декабре 1928 года Беляев с семьёй переехал в Ленинград, в квартиру на Можайской улице, и с этих пор был профессиональным писателем. В 1929 году в московском журнале «Вокруг света» вышло третье издание «Человека-амфибии», роман «Продавец воздуха», в ленинградском «Вокруг света» вышел «Человек, потерявший лицо», в альманахе «Борьба миров» напечатали повесть «Золотая гора»; отдельной книгой вышел роман «Властелин мира». 19 июля 1929 года в семье Беляевых родилась вторая дочь, Светлана.
Вскоре болезнь опять дала о себе знать, и в сентябре 1929 года Беляевым пришлось переехать из дождливого Ленинграда в солнечный Киев на улицу Нестеровскую. Дальнейшие события оказались для писателя очень тяжёлыми: 19 марта 1931 года от менингита умерла его шестилетняя дочь Людмила, также рахитом заболела вторая дочь Светлана, а вскоре обострилась и его собственная болезнь (спондилит). Так как киевские издательства принимали рукописи только на украинском языке, в 1931 году семья вернулась в Ленинград и обосновалась в посёлке Щемиловка за Невской заставой.
В 1930 году вышел роман «Подводные земледельцы» (напечатан в московском журнале «Вокруг света») и очерк о Константине Эдуардовиче Циолковском «Гражданин Эфирного острова» (напечатан во «Всемирном следопыте»). В 1931 году роман «Земля горит» напечатан в ленинградском журнале «Вокруг света».
В январе 1932 года писатель вместе с женой Маргаритой, дочерью Светланой и тёщей Эльвирой Юрьевной Магнушевской переезжает из Ленинграда в город Детское Село (позднее — Пушкин), в квартиру на улице Жуковской. Состояние здоровья Беляева улучшилось, и он смог самостоятельно работать на пишущей машинке и ходить по издательствам. Впрочем, в это время в редакциях стали плохо принимать фантастику, считавшуюся в тот момент «элементом, чуждым социалистическому строю», и публикации произведений этого жанра сильно сократились. Беляеву предлагали выбрать новые темы для творчества, например, писать о колхозах, но он ссылался на то, что не знаком с сельской жизнью, и не желал отказываться от своего жанра. Из-за того что у писателя не приняли ни одной рукописи для публикации, он был вынужден искать средства к существованию и в том же 1932 году уехал в Мурманск, куда завербовался в качестве юрисконсульта «Севтралтреста», однако вернулся, не проработав и года. В Заполярье писатель пробыл с весны до осени 1932 года. Кроме работы юрисконсультом, Беляев также публиковал очерки в «Полярной правде», где выдвигал свои идеи благоустройства края. В частности, он предложил идею «аэроэлектростанции», которая должна соединять ветряк с насосом. Эта конструкция в ветреную погоду при простое должна была перекачивать воду из нижнего водоёма в верхний, а в безветренную — вращать гидротурбину посредством перетекания воды из верхнего водоёма в нижний. Также Беляев предлагал идеи озеленения города, для чего написал письмо директору Киевского акклиматизационного сада Украинской академии наук Н. Ф. Кащенко, проработавшему много лет в Сибири, и создания Мурманского зоопарка, где животные должны были жить в естественной полярной среде. Помимо этих очерков Беляев под псевдонимом «А. Б.» публиковал критические заметки в многотиражке механических мастерских «Севтралтреста» «Заполярный металлист», где указывал на недостатки города. Позже впечатления от жизни на Севере вошли в романы «Чудесное око» и «Под небом Арктики».
В 1933 году писатель сотрудничал с ленинградскими детскими журналами «Чиж» и «Ёж» и опубликовал роман «Прыжок в ничто». В 1934 году в газете «Литературный Ленинград» на этот роман вышла разгромная рецензия авторства Я. И. Перельмана. Также в конце июля 1934 года Беляев встретился с Гербертом Уэллсом, приехавшим в Ленинград, и начал переписку с Константином Эдуардовичем Циолковским. В 1935 году Беляев получил от Союза писателей две комнаты в бывшей квартире Бориса Житкова в Ленинграде на Петроградской стороне (Большой проспект, 51/2), а также стал постоянным сотрудником журнала «Вокруг света». Второе издание романа «Прыжок в ничто» выходит с предисловием К. Э. Циолковского, повесть «Чудесный глаз» опубликована издательством «Молодий більшовик» в Киеве в переводе на украинский язык («Чудесне око»). В Ленинграде болезнь писателя обострилась, и почти три года он провёл закованным в гипс. Летом 1935 и летом 1936 годов Беляев прошёл лечение в санатории «Таласса» в Евпатории.
В 1936 году роман «Звезда КЭЦ» опубликован в ленинградском журнале «Вокруг света», а в 1937 году «Голову профессора Доуэля» напечатали газета «Смена» и ленинградский журнал «Вокруг света». В 1937—1938 годах в газете «Ленинские искры» вышла повесть «Небесный гость». В начале 1938 года, после одиннадцати лет интенсивного сотрудничества, Беляев покинул журнал «Вокруг света» и летом этого года вновь вернулся в Детское Село, которое в то время уже переименовали в город Пушкин.
10 февраля 1938 года в «Литературной газете» вышли материалы, поддерживающие Беляева и возмущённые отношением Союза писателей к его положению, связанному с болезнью и проблемами с публикациями. 15 мая 1938 года Беляев выпустил статью «Фантастика — Золушка литературы» о бедственном положении современной ему фантастики. В 1938 году вышли три книги писателя: новая редакция «Человека-амфибии» и роман «Голова профессора Доуэля» опубликованы в Ленинграде, «Прыжок в ничто» — в Хабаровске. Кроме того, журнал «В бой за технику!» в апреле 1938 года начал печатать роман «Под небом Арктики», ленинградский журнал «Вокруг света» с июля по декабрь печатает повесть «Лаборатория Дубльвэ». В 1939 году в журнале «Молодой колхозник» опубликована повесть «Замок ведьм». В 1940 году вышли «Человек, нашедший своё лицо» (переделанный роман 1929 года «Человек, потерявший лицо») и новая редакция «Звезда КЭЦ». По заказу Одесской киностудии идёт работа над сценарием кинофильма «Когда погаснет свет».
14 июня 1941 года, незадолго до Великой Отечественной войны, в издательстве «Советский писатель» вышла последняя прижизненная книга Беляева — сигнальный экземпляр романа «Ариэль».
- «Слепой полёт», первое издание в журнале «Уральский следопыт», иллюстрации Ивана Холодова. 1935 год

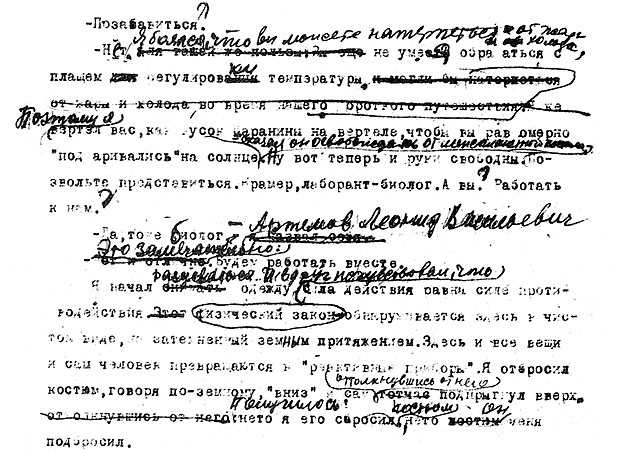
Машинописная копия романа «Звезда КЭЦ» с авторскими правками. 1936 год
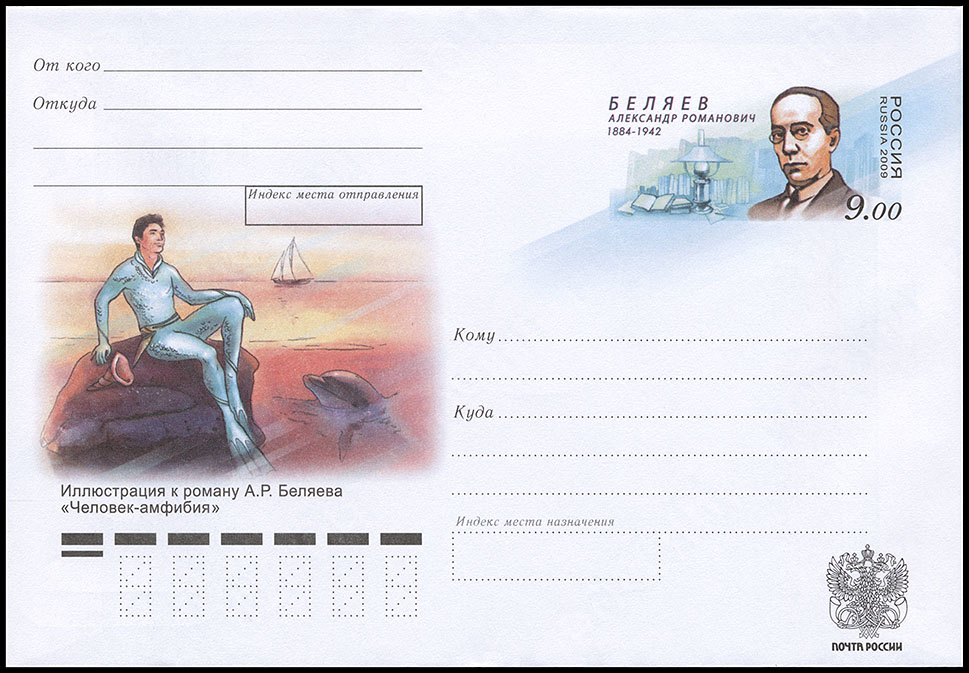
Художественный маркированный конверт с оригинальной маркой, посвящённой Александру Беляеву. Иллюстрация к роману «Человек-амфибия». 2009 год

### Великая Отечественная война и смерть
Незадолго до войны писатель перенёс очередную операцию, тёща и дочь также имели проблемы со здоровьем, поэтому семья Беляевых эвакуироваться отказалась. Беляев в это время был полулежачим больным, встававшим только чтобы умыться и поесть. С началом войны Беляев безуспешно пытался опубликовать фантастический рассказ «Чёрная смерть» о неудавшейся подготовке нацистскими учёными бактериологической войны. Он послал рукописи в газету «Красная звезда» и журнал «Ленинград», но ему ответили отказом. В это время он продолжает работать сотрудником газеты «Большевистское слово» (г. Пушкин Ленинградской области), его последняя публикация датирована 26 июня 1941 года в газете «Большевистское слово» № 76 (502). До конца жизни продолжал работать, что подтверждается частично сохранившимся архивом (л. 117—121, т. 1).
17—19 сентября 1941 года город Пушкин был оккупирован нацистами. Гестапо заинтересовалось документами писателя. Из дома исчезла папка с документами, все бумаги Беляева перебрали во время тайного обыска. Маргарита Константиновна по вечерам переносила рукописи будущих романов в тёмный чулан соседней квартиры, оставленной жильцами. Писатель тяжело заболел и больше уже не вставал. Беляев умер от голода на 58-м году жизни.
Как вспоминает Светлана Александровна Беляева:

Зимой сорок второго есть нам было уже совсем нечего, все запасы подошли к концу. Соседи уехали и отдали нам полкадки перекисшей капусты, на ней и держались. Отец и раньше ел мало, но пища была более калорийной, кислой капусты и картофельных очисток ему не хватало. В результате он начал пухнуть и 6 января 1942 года скончался. Мама пошла в городскую управу с просьбой похоронить его не в общей могиле. Там к ней отнеслись по-человечески, но зимой выкопать могилу было очень сложно, к тому же кладбище было далеко, а в городе остались только одна живая лошадь и один могильщик, которому платили вещами. Мы расплатились, но нужно было ждать очереди, тогда мы положили папу в пустой соседней квартире и стали ждать. Через несколько дней с него кто-то снял всю одежду и оставил в одном белье. Мы завернули его в одеяло, а через месяц (это случилось 5 февраля) нас с мамой увезли в Германию, так что похоронили его без нас. Уже потом, через много лет, мы узнали, что в управе сдержали обещание и похоронили отца рядом с профессором Черновым, с которым они подружились незадолго до смерти. Его сын любил фантастику.

Большинство источников указывает дату смерти писателя 6 января 1942 года, взятую из воспоминаний его дочери Светланы Беляевой. Зеев Бар-Селла, основываясь на дневниках Лидии Осиповой, определяет дату смерти Беляева как «не позднее 23 декабря 1941». В дневнике Осиповой содержится запись, датированная 23 декабря 1941 года:

Писатель Беляев, что писал научно-фантастические романы вроде «Человек-амфибия», замёрз от голода у себя в комнате. «Замёрз от голода» — абсолютно точное выражение. Люди так ослабевают от голода, что не в состоянии подняться и принести дров. Его нашли уже совершенно закоченевшим…
— Дневник Лидии Осиповой
Соседка Осиповой по Пушкину, в годы оккупации — хирург-консультант пушкинской поликлиники Евдокия Васильевна Баскакова-Богачёва, оставившая воспоминания, оспаривала некоторые утверждения Осиповой. С Беляевым Баскакова познакомилась за два года до войны, когда лечила его от грыжи. Согласно Баскаковой, уже лежачий Беляев, бывший её пациентом, ожидал со дня на день исполнения обещания немецкого коменданта Пушкина отправить его в Псков редактировать газету на русском языке, о чём похлопотали в штабе. Иными словами, ради выживания и куска хлеба писатель был вынужден согласиться на гражданский коллаборационизм. Последний раз Баскакова приходила на квартиру к Беляевым 5 января, за сутки до его гибели. Хронический туберкулёзный спондилит на фоне голода обострился. Беляева могло бы спасти молоко, которое давало шанс на выживание писателя и которое смогла добыть Баскакова, принёсшая молоко на дом. Согласно мемуарам Баскаковой, частичным виновником смерти писателя была супруга, боявшаяся голода и потому сберегавшая продукты для дочери и не кормившая писателя. Жена писателя с началом оккупации «устроилась на работу в одну из немецких кухонь. Конечно, она была сыта сама и приносила домой суп, корки хлеба и мёрзлый картофель, который сами немцы не ели. Но тут появлялась для жены и матери дилемма: кого кормить? Скорее, кому отдать лучшую и большую часть — мужу или дочери? И отдавала дочери». Последний визит Баскакова описывала так:

Я так была уверена в достаточной помощи со стороны его жены, так была загипнотизирована виденным в их квартире супом из гороха и целого ведра мерзлой картошки, что мне в голову не приходила мысль о близкой развязке. И он, конечно, осознавал неправильность распределения продовольствия, но что он мог сказать? Его красноречивый взгляд, брошенный на открытую в кухню дверь в тот последний мой визит с молоком, открыл мне его трагедию, да было уже поздно. Кажется, всего два-три дня носила ему сестра Беднова молоко, а потом уже — смерть.
Обидно то, что все-таки пропитания было достаточно и для Светланы, и для него; и мать, и бабушка ели на немецкой кухне (старуха тоже работала у немцев, так как владела немецким языком). Но все-таки один раз я видела их обеих — и Светлану, евших принесенный суп, а А.[лександр] Р.[оманович] лежал рядом в нетопленной комнате. Кровать стояла далеко от стены, а рядом с кроватью большая, высокая книжная полка-шкаф. Тогда еще я подумала, что это очень опасно, при разрыве [бомбы] полка завалится прямо на него. Я ему это не сказала, потому что и без этого достаточно случайностей. Помню, лежал он на кровати, одетый в зимнее пальто, и на голове была высокая шапка чернаго каракуля. А уж чего другого, а тепла-то ему можно было предоставить вволю. Когда жена с матерью и дочерью эвакуировались в феврале 1942 г. вместе с фольксдойчами, я была при посадке их на машины около помещения S.D. и тогда высказала ей сожаление, что с ними нет Александра Романовича. Добавила я ей и свои соображения на этот счет, но было ее жаль, она очень смутилась. 

Баскакова до конца жизни корила себя, что не добыла достаточного количества молока для спасения Беляева.

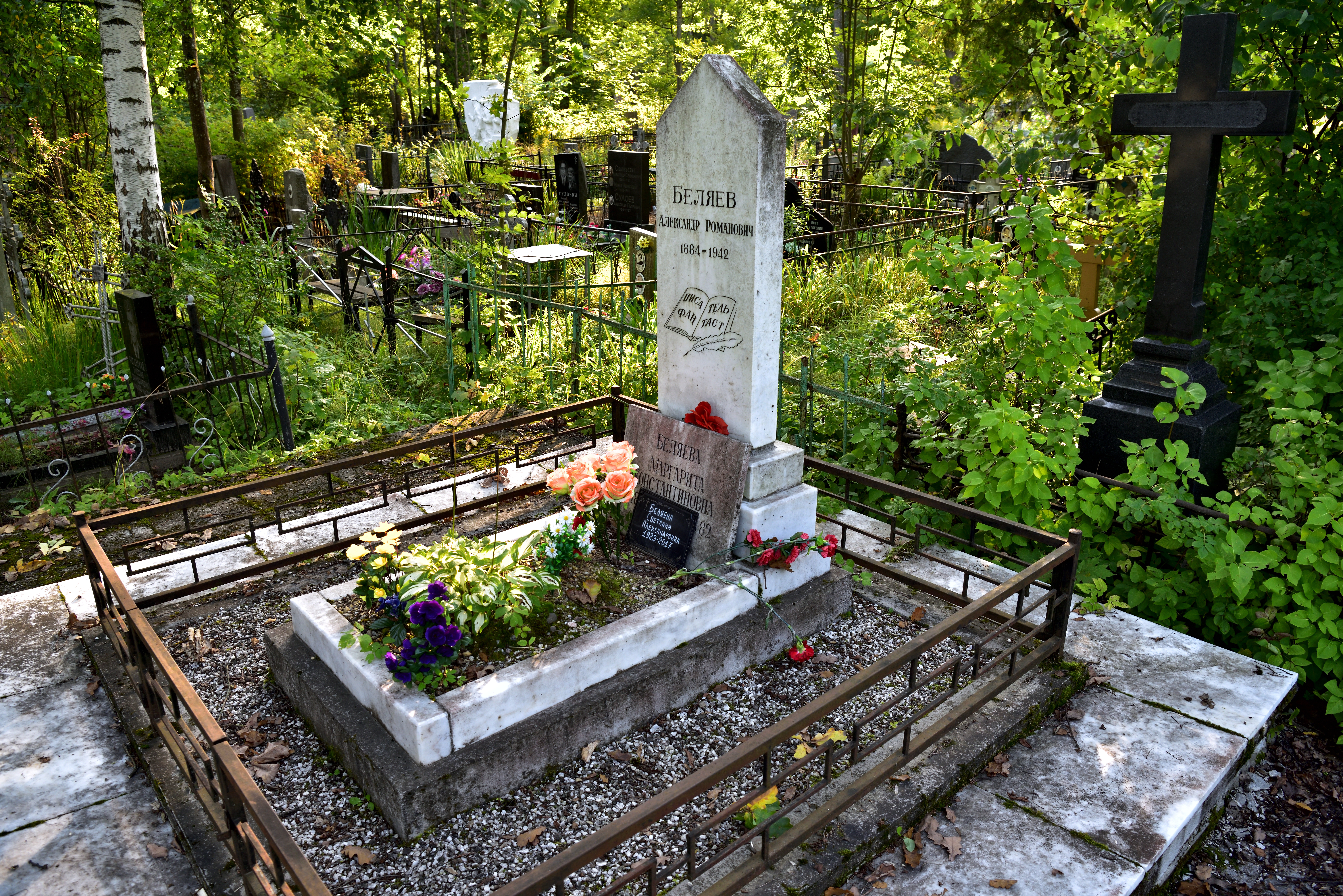
Памятная стела на могиле Маргариты Беляевой. Казанское кладбище г. Пушкина

Тёща писателя была шведкой, названной при рождении двойным именем Эльвира-Иоанетта. Незадолго до войны при обмене паспортов ей оставили только одно имя, а также записали её и дочь немками. Из-за этой записи в документах жене писателя Маргарите, дочери Светлане и тёще немцы присвоили статус фольксдойче, и они были угнаны немцами в плен, где находились в различных лагерях для перемещённых лиц на территории Польши и Австрии до освобождения Красной Армией в мае 1945 года. После окончания войны они были сосланы в Западную Сибирь. В ссылке они провели 11 лет. Дочь замуж не выходила, детей не имела.
Александр Романович Беляев похоронен в братской могиле вместе с учёным С. Н. Черновым. Место захоронения писателя достоверно неизвестно. Памятная стела на Казанском кладбище города Пушкина установлена на могиле его жены, которая была похоронена там в 1982 году.

## Семья
- Отец — Роман Петрович Беляев (1844—1905), православный священник, настоятель церкви Смоленской иконы Божией Матери (Одигитрии).
- Мать — Наталья Фёдоровна Беляева (умерла в 1919).
- Старший брат — Василий Романович Беляев (умер в 1900).
- Младшая сестра — Нина Романовна Беляева (18…—18…).
- Первая жена (1908—1909) — Анна Ивановна Станкевич (1887—?).
- Вторая жена (1913—1915) — Вера Былинская.
- Третья жена (1921—1942) — Маргарита Константиновна Беляева (Магнушевская; 1895—1982), похоронена на Казанском кладбище города Пушкина.
  - Дочь — Людмила Александровна Беляева (1924—1931).
  - Дочь — Светлана Александровна Беляева (19.07.1929 — 08.06.2017), похоронена рядом с матерью на Казанском кладбище города Пушкина.

## Творчество

### Литературные особенности
Основным жанром, в котором работал Беляев, являлась научная фантастика. За 16 лет творчества им были написаны 17 романов и десятки повестей и рассказов, что делает Беляева самым плодовитым советским писателем, работавшим в этом жанре в первой половине XX века. В течение 16 лет Беляев написал свыше двухсот печатных листов — множество романов, повестей, очерков, рассказов, киносценариев, статей и рецензий (некоторые из них были разысканы в старых газетных подшивках намного позднее).
Писателя остро интересовал вопрос человеческой психики: функционирования мозга, его связи с телом, с жизнью души, духа. Может ли мозг мыслить вне тела? Возможна ли пересадка мозга? Какие последствия может повлечь за собой анабиоз и его широкое применение? Существуют ли границы у возможности внушения? А у генной инженерии? Попыткам решить эти проблемы посвящены романы «Голова профессора Доуэля», «Властелин мира», «Человек, потерявший лицо», рассказы «Человек, который не спит», «Хойти-Тойти». Своеобразным продолжением этих размышлений стали романы-гипотезы, помещающие человека в разные среды существования: океан («Человек-амфибия») и воздух («Ариэль»).
Последний роман Беляева, «Ариэль», написанный в 1941 году, перекликается с известным романом А. Грина «Блистающий мир». Герои обоих произведений способны летать без дополнительных приспособлений. В образе юноши Ариэля реализовалась вера Беляева в человека, преодолевающего земное притяжение.
Произведения Беляева, как отмечал литературовед и критик А. Ф. Бритиков, отразили в себе ряд особенностей этого периода истории фантастики: поиски жанровых форм и попытки создать теорию жанра, компромисс между научной достоверностью и приключенческой условностью, злободневность, мечту о будущем. Творчество Беляева очень богато в жанровом и тематическом отношении, до него русская фантастика не знала подобного многообразия жанров. Беляев работал во всех разновидностях фантастики и смежных жанрах и даже создал собственные жанры (к примеру, цикл лукавых юморесок об изобретениях профессора Вагнера).
А. Ф. Бритиков утверждал, что «Беляев связал нашу фантастику с мировой традицией. Иногда его называют советским Жюль Верном. Дело не только в том, что Беляев шёл по стопам патриарха мировой фантастики, заимствовал и развил некоторые его приёмы. Его роднит с Верном умный гуманизм, энциклопедическая разносторонность, вещественность вымысла, богатая и в то же время научно дисциплинированная фантазия». По мнению Бритикова, многие предсказания Беляева сбылись, и даже в нетипичном для него произведении «Борьба в эфире» (1928) присутствуют такие открытия и изобретения, позднее частично сбывшиеся, как «радиокомпас, радиопеленгация, передача энергии без проводов, объёмное телевидение, лучевая болезнь, звуковое оружие, искусственное очищение организма от токсинов усталости и искусственное же улучшение памяти, научно-экспериментальная выработка эстетических норм».
Беляев был не очень талантлив и сам признавал, что «образы не всегда удаются, язык не всегда богат». Тем не менее, по утверждению Бритикова, произведения Беляева выделяются мастерством на фоне фантастики того времени, привлекая читательское внимание ярким воображением, сюжетной занимательностью. Беляев искусно создавал фабулу, умело прерывал действие «на самом интересном» и др. Его искусство повествования не сводится только к искусству приключенческой литературы; главная пружина его романов — внутреннее действие, романтика неведомого, занимательность исследования и открытия, интеллектуальная ситуация и социальный конфликт.
Как подчёркивает Бритиков, в книгах Беляева научное содержание включено в разработанный психологический контекст и подтекст — в отличие от романов Верна, где такой контекст и подтекст выражены очень слабо. Благодаря этому научно-фантастическая тема у Беляева сопровождается индивидуализированной психологической окраской. Научно-фантастический роман у Беляева — более высокий жанр, чем роман приключений; благодаря этому писатель спас научную фантастику для большой литературы.
Произведения Беляева поэтичны. В них, по словам Бритикова, немало точных красочных деталей, но больше всего поэтичность беляевских романов выражается в фантастической идее. Беляев тонко чувствовал эстетику научно-фантастического материала и умел извлечь не только рациональный потенциал, но и художественно-эмоциональный потенциал фантастического допущения. Научно-фантастическая посылка у Беляева представляет собой зерно всей художественной структуры, разворачивающейся из этого зерна так, что фантастическое допущение «программирует» даже самые нейтральные в научном отношении, чисто художественные детали.
Бритиков отмечает, что фантастическую трансформацию исходной научной посылки Беляев увенчивает метафорой, порой символичной и нередко выраженной уже в заглавии: «Человек-амфибия», «Прыжок в ничто». Например, один из малоизвестных рассказов Беляева носит название «Мёртвая голова» — и под мёртвой головой подразумевается не только бабочка, но и символическое значение: утрата человеком своего человеческого естества в социальном безмолвии необитаемых лесов.
Художественный метод Беляева, чьи произведения согласно устоявшемуся стереотипу относили к облегчённой «детской» литературе, в действительности, как утверждает Бритиков, глубже и сложней: на одном полюсе — полусказочный цикл о волшебствах профессора Вагнера, на другом — серия романов, повестей, этюдов и очерков, популяризировавших серьёзные научные идеи. Эта, вторая линия беляевского творчества может показаться предтечей «фантастики ближнего прицела», принципы которой — установка «на грани возможного» — привели к измельчанию научно-фантастической литературы. Однако, в отличие от представителей «фантастики ближнего прицела», Беляев не ограничивался популяризацией существующих тенденций науки и техники, он делал гораздо более серьёзные предсказания и смело смотрел в будущее.
Произведения Беляева порой подвергаются критике. Так, критик и журналист Всеволод Ревич утверждал, что для произведений А. Беляева характерны неискусно или умозрительно придуманная гипотеза, чаще всего не вписанная убедительно в окружающую обстановку, бледность образов персонажей, послушное следование идеологическим догмам. Произведения Беляева бесталанны — такие признаки таланта, как масштабное мышление, острокритический взгляд на окружающую действительность, глубокое проникновение в индивидуальную и общественную психологию и многие другие, в них отсутствуют. По мнению Ревича, Беляеву не удаётся раскрытие внутреннего, духовного мира персонажей, их чувства проявляются лишь через внешние действия. Вместо людей — «условные фигурки с условными рефлексами». Ревич упрекает Беляева в убогости представлений о мире, «который делится исключительно на добрых порядочных бедняков и жестоких отвратительных богачей. Все богачи без исключения лицемеры».
Как отмечал В. Ревич, среди полусотни беляевских романов, повестей, рассказов не найти ничего, что было бы сравнимо по силе обобщения, силе образности и метафоричности с произведениями Замятина или Булгакова. Те или иные научно-фантастические гипотезы интересуют Беляева сами по себе, без их нравственной оценки, проверки на нравственность того или иного деяния учёного (для доказательства этого Ревич сравнивает «Человека-амфибию» Беляева и «Собачье сердце» Булгакова, показав, что Беляева не интересует нравственная сторона пересадки жабр акулы мальчику, и упоминает о «юмореске» «Хойти-Тойти», в которой человечий мозг помещают в череп слона и животное выступает в цирке, поражая зрителей своей сообразительностью), без изображения социальных последствий открытия и без соблюдения законов здравого смысла при реализации фантастического допущения.
Тем не менее В. Ревич положительно оценивал роман «Голова профессора Доуэля», считая его лучшим произведением Беляева: в романе смелая и оригинальная выдумка сочетается «с разработанными или, по крайней мере, намеченными социально-психологическими последствиями этой выдумки. …Это… модель положения науки в сегодняшнем обществе, её могущества и её жестокости, нежелания считаться ни с какими людскими или божественными законами, стремления идти напролом и одновременно модель её беспомощности, её зависимости — от денег, от оборудования, от доброй или злой воли её кураторов. В отличие от других романов тут точно выверено авторское отношение к изображаемым явлениям. Обобщённость этой модели скрашивает ставшую впоследствии обычной для Беляева условность места действия».
Сравнивая фантастику Беляева с фантастикой А. Н. Толстого, Г. Стасива указывала, что для фантастики А. Н. Толстого характерны изображение необычайного как реально существующего, вплетение гипотезы в общий контекст произведения, узнаваемость места действия, наличие психологического рисунка, детализация реалистических фрагментов, индивидуализация языка, юмор (устранение патетики), а для фантастики Беляева — изображение необычайного без опоры на реальность, выделение научной гипотезы из общего контекста, абстрактность места действия, подчёркнутый схематизм образов, детализация научных описаний, отсутствие индивидуализации языка, антитеза (герои как «рупоры идей»).
Г. Стасива также пишет, что в произведениях Беляева присутствует конфликт между динамично развивающейся наукой и неменяющейся человеческой сущностью, подводящий к идее о том, что лишь при усовершенствовании человека научные открытия обнаружат свою действительную ценность и перестанут быть источником опасности. Характерны интригующая динамика, документальность, изложение гипотезы и объяснение фантастического допущения с научных (или якобы научных) позиций (как правило, Беляев прибегает к форме «лекции»). Такие языковые средства, как неопределённые местоимения, сравнительные конструкции, глаголы «казаться», «напоминать», «походить», прилагательные «новый», «неизвестный» и т. п., позволяют увидеть необычное в обычном.

### Сбывшиеся предсказания
В своих научно-фантастических романах Александр Беляев предвосхитил появление огромного количества изобретений, хотя при жизни писателя его идеи часто расценивали как «научно несостоятельные» и «лишённые познавательного значения». Часть из них связана с освоением моря: подводные поселения и фермы, подводная съёмка и телевидение, ранцы-буксировщики для пловцов («Подводные земледельцы», «Чудесное око»). Другая — с освоением космоса: пилотируемые космические полёты, выход в открытый космос, полёт на Луну и орбитальные станции («Звезда КЭЦ», «Прыжок в ничто»). Также предсказаны достижения в биологии и медицине: создание новых органов человека, сохранение жизнедеятельности изолированных органов, трансплантология, операции на хрусталике, пластическая хирургия, управление настроениями и действиями живого организма, регулирование роста через воздействие на эндокринную систему, препараты, снимающие утомление и стимулирующие умственную деятельность, замораживание как способ временно приостановить биологическое функционирование («Человек-амфибия», «Голова профессора Доуэля», «Человек, потерявший лицо» и др.). Кроме того, мобильный телефон, радиолокатор, интроскоп/интравизор («Борьба в эфире»), беспилотные летательные аппараты («Властелин мира»); микробиологическое производство («Вечный хлеб»), искусственная шаровая молния и другие.
- Фрагмент научно-популярного фильма «Эксперименты по оживлению организма» с головой собаки, подключённой к аппарату искусственного кровообращения. 1940 год

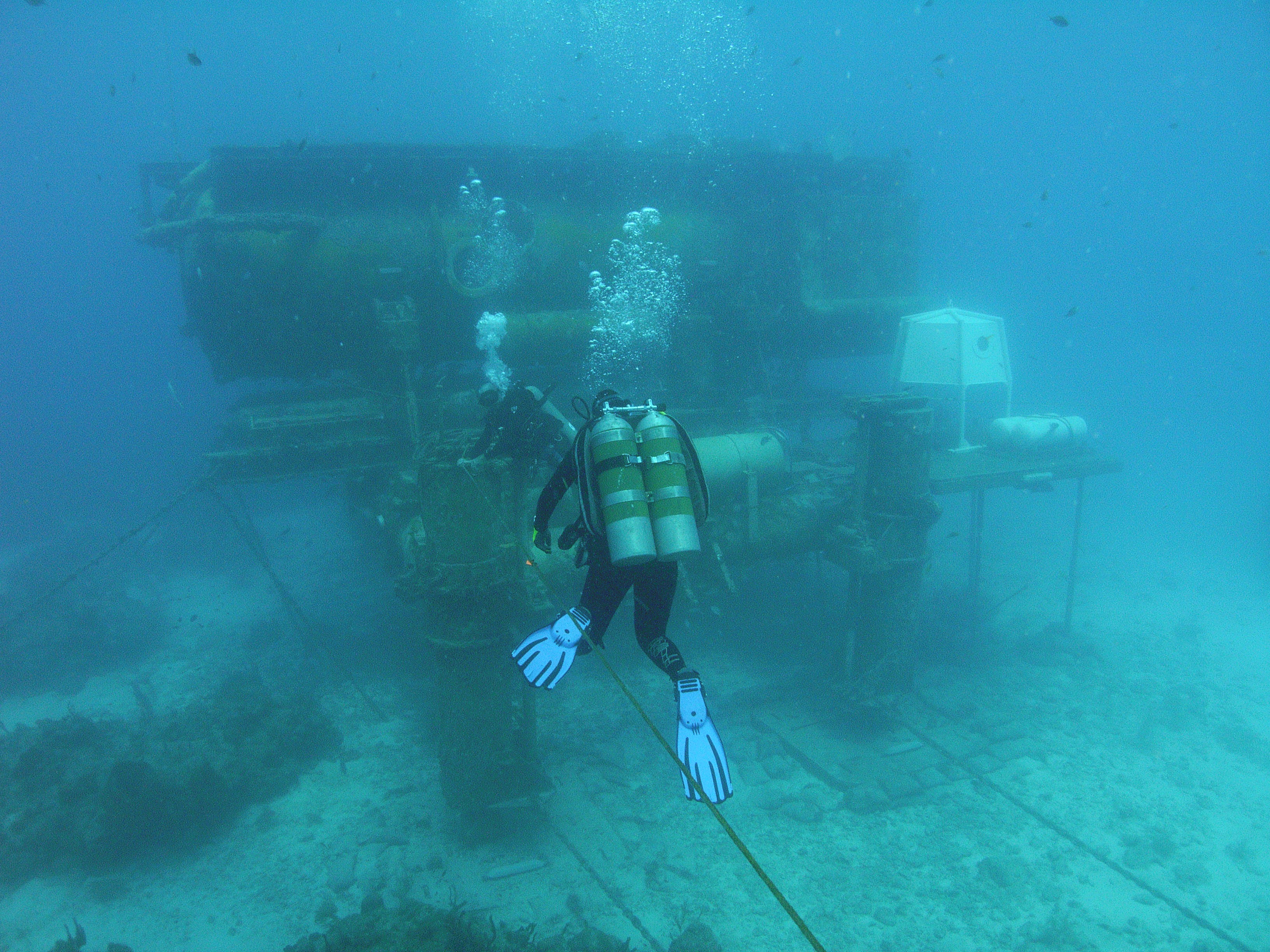
Аквалангисты у подводной лаборатории «Акварис». 2007 год
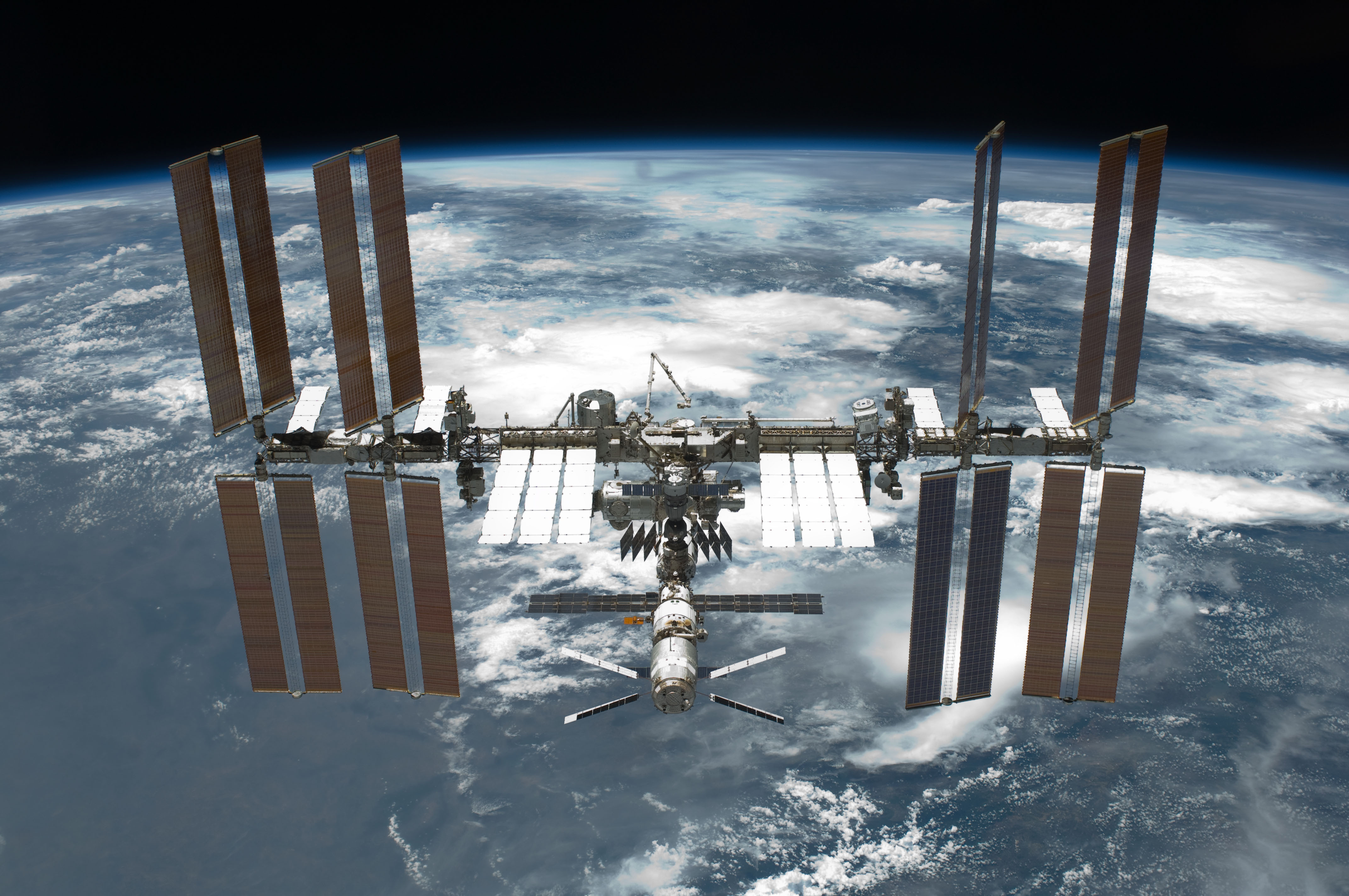
Международная космическая станция (МКС), 2011 год

## Оценки
В 1934 году, посетив СССР, Герберт Уэллс сказал Беляеву:

Я по нездоровью не могу, к сожалению, следить за всем, что печатается в мире. Но я с огромным удовольствием, господин Беляев, прочитал Ваши чудесные романы «Голова профессора Доуэля» и «Человек-амфибия». О! они весьма выгодно отличаются от западных книг. Я даже немного завидую их успеху.
Известный писатель и учёный Ж. Бержье вспоминал:

Когда я был в концентрационном лагере Маутхаузен, пленные советские товарищи рассказывали мне о многих романах этого автора, которые я так и не смог впоследствии достать. Прочитанные же мной романы Беляева я нахожу просто замечательными. Научная мысль превосходна, рассказ ведется очень хорошо, и главные научно-фантастические темы отлично развиты… Беляев, безусловно, один из крупнейших научных фантастов.

## Адаптации произведений Беляева

### Экранизации
Произведения Александра Беляева неоднократно экранизировали. Первой попыткой была экранизация рассказа «Когда погаснет свет». Зимой 1939 года Беляев переделал свой одноимённый рассказ в киносценарий для Одесской киностудии, однако экранизация не осуществилась. Также в 1940-е годы в Голливуде планировали снять фильм по «Человеку-амфибии», но отказались из-за технологической сложности, так как часть действия проходит под водой, а в то время ещё не было опыта подобных масштабных глубоководных съёмок. «Человека-амфибию» экранизовали в Советском Союзе: киностудия «Ленфильм» выпустила одноимённый фильм режиссёров Владимира Чеботарёва и Геннадия Казанского. Создатели также столкнулись с технологическими сложностями, из-за этого перед съёмками сценарий фильма десять лет лежал невостребованным на киностудии. Премьера фильма состоялась 28 декабря 1961 года, а 3 января 1962 года фильм вышел в широкий прокат. Во время съёмок в газете The New York Times вышла статья, где высказывалось сомнение в успешности затеи, так как Уолт Дисней не решился поставить фильм, а советская киноиндустрия уступала американской, но фильм был снят и стал лидером советского кинопроката 1962 года, собрав 65 миллионов зрителей, получил приз «Серебряный парус» на Фестивале фантастических фильмов в Триесте (Италия, 1962) и был назван читателями журнала «Советский экран» в пятёрке лучших фильмов.
В 1967 году вышел «Продавец воздуха» режиссёра Владимира Рябцева.
В 1984 году режиссёр Леонид Менакер поставил фильм «Завещание профессора Доуэля», который был снят по мотивам романа «Голова профессора Доуэля». Сюжет экранизации существенно расходится с текстом Беляева. Профессор в фильме работает над проблемой бессмертия, а его коллега пытается похитить разработки. Учёного объявляют погибшим в автокатастрофе, после чего его коллега оживляет голову, чтобы консультироваться с Доуэлем.
В 1987 году режиссёрами Евгением Гинзбургом и Рауфом Мамедовым был снят музыкальный телефильм «Остров погибших кораблей».
В 2004 году вышел четырёхсерийный телефильм режиссёра Александра Атанесяна «Человек-амфибия. Морской Дьявол». Это ещё одна экранизация истории Ихтиандра, но её действие перенесено в наши дни. Любовь Ихтиандра и Гуттиэре стала лишь одной из сюжетных линий, а сама Гуттиэре в этом фильме — начинающая певица из бедной семьи, которая участвует в музыкальных конкурсах.
В 2016 году братья Гевонд и Сарик Андреасян презентовали создание нового фильма по мотивам романов Александра Беляева. Картина носит рабочее название «Избранные» и была запущена в производство в 2018 году. По сюжету Ихтиандр, голова профессора Доуэля, женщина-Франкенштейн Брике, профессор Вагнер, Ариэль и другие герои Беляева объединяются, чтобы противостоять злодею Бэйли, который ворует воздух.

#### Фильмография
| Год  | Название                                                    | Киностудия                      | Съёмочная группа | Основа экранизации               | IMDb                                   | Фантлаб |
| ---- | ----------------------------------------------------------- | ------------------------------- | --- | -------------------------------- | -------------------------------------- | ------- |
| 1961 | «Человек-амфибия»                                           | «Ленфильм»                      | Режиссёры: Геннадий Казанский, Владимир Чеботарёв Актёры: Владимир Коренев, Анастасия Вертинская, Михаил Козаков, Николай Симонов, Анатолий Смиранин, Владлен Давыдов | «Человек-амфибия»                | Фильм на сайте Internet Movie Database | [ 48 ]  |
| 1967 | «Продавец воздуха»                                          | Одесская киностудия             | Режиссёр: Владимир Рябцев Актёры: Геннадий Нилов, Валентина Титова, Евгений Жариков, Павел Кадочников, Глеб Стриженов, Артём Карапетян | «Продавец воздуха»               | Фильм на сайте Internet Movie Database | [ 49 ]  |
| 1984 | «Завещание профессора Доуэля»                               | «Ленфильм»                      | Режиссёр: Леонид Менакер Актёры: Ольгерт Кродерс, Игорь Васильев, Валентина Титова, Наталья Сайко | «Голова профессора Доуэля»       | Фильм на сайте Internet Movie Database | [ 50 ]  |
| 1987 | «Остров погибших кораблей»                                  | «Ленфильм»                      | Режиссёры: Евгений Гинзбург, Рауф Мамедов Актёры: Гедиминас Сторпирштис, Николай Лавров, Лариса Белогурова, Арунас Сторпирштис | «Остров погибших кораблей»       | Фильм на сайте Internet Movie Database | [ 51 ]  |
| 1987 | «Этот фантастический мир». Выпуск 12: «С роботами не шутят» |                                 | Режиссёр: Тамара Павлюченко Актёры: Вацлав Дворжецкий, Александр Вокач, Всеволод Шиловский, Василий Корнуков, Григорий Мануков | «Сезам, откройся!!!»             |                                        | [ 52 ]  |
| 1990 | «Спутник планеты Уран»                                      | «Узбекфильм»                    | Режиссёр: Хаджи Ахмар Актёры: Искандер Ходжа Ахмар, Юрий Волков, Павел Махотин, А. Алексеев, В. Дутов, Манучар Шервашидзе, О. Нафасов, А. Кафаров, Ш. Кабилова, Д. Юнусов, Р. Тангуриев, Р. Шакирова, Хаджи Ахмар, Георгий Гречко, Ита Эвер, Аксель Орав, Гунар Килгас, Л. Сельямаа, Фарида Ходжаева, Зарема Ким, Ярослав Барышев, Людмила Баранова, Павел Винник, Виллем Индриксон, Станислав Стрелков, Асаля Ахмерова, Акбаршах Ахмеров, Азиза Ахмеров | «Ариэль»                         |                                        |         |
| 1992 | «Ариэль»                                                    |                                 | Режиссёр: Евгений Котов Актёры: Андрей Сухов, Ольга Кабо, Альберт Филозов, Арнис Лицитис, Улдис Вейспал, Валерий Смецкой, Александр Филатов, Владимир Круглов | «Ариэль»                         |                                        | [ 53 ]  |
| 1994 | «Дожди в океане»                                            | «УЛИСС», «Ленфильм», Роскомкино | Режиссёры: Виктор Аристов, Юрий Мамин Актёры: Анна Молчанова, Сергей Ражук, Юрий Беляев | «Остров погибших кораблей»       | Фильм на сайте Internet Movie Database | [ 54 ]  |
| 2004 | «Человек-амфибия. Морской дьявол»                           |                                 | Режиссёр: Александр Атанесян Актёры: Саид Дашук-Нигматулин, Элгуджа Бурдули, Анастасия Калманович, Геннадий Митрофанов, Леван Учанейшвили, Регимантас Адомайтис, Андрей Панин, Евгения Трофимова, Алла Ковнир, Сергей Греков | «Человек-амфибия»                |                                        | [ 55 ]  |
| 2015 | «Последний человек Атлантиды» (мультфильм)                  |                                 | Режиссёр: Владлен Барбэ Актёры motion capture и озвучивания: Евгения Трофимова, Максим Суханов, Николай Дроздов, Армен Джигарханян, Виктор Вержбицкий, Юрий Стоянов, Эдуард Радзюкевич, Рената Литвинова, Станислав Дужников, Михаил Ефремов | «Последний человек из Атлантиды» |                                        | [ 56 ]  |

### Пародии
Узнаваемые и популярные персонажи произведений Александра Беляева и их экранизаций стали основой для создания ряда пародий в различных юмористических телепередачах. Так, «Человек-амфибия» и его главный персонаж Ихтиандр использовались Юрием Стояновым и Ильёй Олейниковым в скетче передачи «Городок», командой КВН «Днепр».

## Память
В 1990 году секцией научно-художественной и научно-фантастической литературы Ленинградской писательской организации Союза писателей СССР была учреждена литературная премия имени Александра Беляева, присуждаемая за научно-художественные и научно-фантастические произведения.
В Смоленске на здании, где располагалась редакция газеты «Смоленский вестник», была установлена мемориальная доска в честь писателя. Также в связи со столетием со дня рождения Беляева в его честь переименовали одну из улиц Смоленска. В 2014 году Беляеву было посмертно присвоено звание «почётный гражданин Смоленска».
В 2009 году почта России выпустила художественный маркированный конверт с оригинальной почтовой маркой, посвящённой Александру Беляеву.

### Телепередачи
Помимо биографической литературы, Александру Беляеву посвящён ряд документальных телефильмов о жизни и творчестве писателя, а также фильмов о самой известной экранизации — «Человек-амфибия» 1961 года.
| Год  | Название                                                                        | Телеканал             | Съёмочная группа                                                                | YouTube                |
| ---- | ------------------------------------------------------------------------------- | --------------------- | ------------------------------------------------------------------------------- | ---------------------- |
| 2006 | Александр Беляев. Бунт Ихтиандра                                                | ВГТРК                 | Автор сценария: Юрий Суходольский Режиссёры: Татьяна Малова, Юрий Суходольский  |                        |
| 2006 | Александр Беляев телефильм из цикла «Гении и злодеи уходящей эпохи»             | «Цивилизация»         | Автор сценария: Валерия Глазунова Режиссёр Игорь Холодков Ведущий: Лев Николаев |                        |
| 2009 | Книги, которые сбываются… Александр Беляев телепередача из цикла «Тайные знаки» | Телеканал 27          | Автор: Иоланта Качаева Режиссёр: Константин Игнатов                             |                        |
| 2009 | Рождённый летать. Александр Беляев                                              | ГТРК «Культура»       | Автор сценария: Мария Соколова Режиссёр: Денис Чуваев                           |                        |
| 2014 | Писателю-фантасту А. Беляеву 130 лет                                            | Телестудия Роскосмоса |                                                                                 | Видео на сайте YouTube |

### Адреса жительства
- Ул. Докучаева, 4. — Смоленск, Памятное место, где стоял дом, в котором родился писатель-фантаст[59].
- 26.10.1936 — 07.1941 — Ленинград — Дом творчества писателей — Детское Село, Пролетарская улица, 6. Современный адрес: Пушкин, Церковная ул., 6.

## Вопрос об авторских правах
По советскому законодательству, действовавшему до 1 октября 1964 года, произведения Беляева перешли в общественное достояние спустя 15 лет после смерти автора. После распада СССР на территории России законодательство об авторском праве изменилось, и срок охраны авторских прав сначала увеличился до 50, а с 2004 года — до 70 лет после смерти автора. Кроме того, Законом РФ «Об авторском праве и смежных правах» эти сроки увеличивались на 4 года для авторов, работавших во время Великой Отечественной войны или участвовавших в ней. В настоящее время вопросы авторского права регулируются частью 4 Гражданского Кодекса, а также Федеральным законом Российской Федерации от 18 декабря 2006 года № 231-ФЗ «О введении в действие части четвёртой Гражданского кодекса Российской Федерации», который ограничивает применение Гражданского кодекса в некоторых случаях (см. Статью 6): «Сроки охраны прав, предусмотренные статьями 1281, 1318, 1327 и 1331 Гражданского кодекса Российской Федерации, применяются в случаях, когда пятидесятилетний срок действия авторского права или смежных прав не истёк к 1 января 1993 года».
В 2008 году издательство «Терра» заключило договор с наследницей Беляева (дочерью Светланой) на публикацию его произведений. Вслед за этим «Терра» подала иск к издательствам «АСТ-Москва» и «Астрель» (оба входят в издательскую группу АСТ), выпускавшим Беляева после заключения «Террой» договора. Арбитражный суд города Москвы иск на более чем 7,5 млрд рублей удовлетворил и запретил издательству «Астрель» «распространять незаконно изданные экземпляры произведений А. Беляева». Апелляционная инстанция отменила решение первой инстанции в части взыскания компенсации и расходов по госпошлине. Кассационная инстанция отменила судебные акты нижестоящих инстанций и в иске полностью отказала, посчитав произведения А. Беляева перешедшими в общественное достояние с 1 января 1993 года и в настоящее время охране не подлежащими. Между тем Краснодарский краевой суд признал произведения Беляева находящимися в общественном достоянии.
4 октября 2011 года Президиум Высшего Арбитражного суда РФ постановил изменить решения нижестоящих судов, указав, что имущественные права А. Беляева подлежат охране по 1 января 2017 года. 13 июня 2012 года арбитражный суд Москвы утвердил мировое соглашение между сторонами.

### Романы
1. «Голова профессора Доуэля» (1 (рассказ): «Гудок», 1924; «Всемирный следопыт», 1925, № 3—4; «Рабочая газета», 1925, 16—21, 24—26 июня; «Голова профессора Доуэля». М.-Л.: ЗиФ, 1926; 2 (повесть). «Вокруг света», 1937, № 6—10, 12; 3 (роман). «Смена» (газ., Л.), 1937, 1—6, 8—9, 11, 14—18, 24, 28 февр., 1, 3—6, 9—11 марта; отд. изд. — Л.-М, «Сов. писатель», 1938)
2. «Остров погибших кораблей» («Всемирный следопыт», 1926, № 3—4; 1927, № 5—6; отд. изд. — М., «ЗиФ», 1927) — поставлен фильм
3. «Последний человек из Атлантиды» («Всемирный следопыт», 1926, № 5—8; отд. изд. — М., «ЗиФ», 1927)
4. «Властелин мира» («Гудок», 1926, 19—24, 26—31 окт., 2—6, 10—14, 16—18 нояб.; отд. изд. — Л., «Красная газета», 1929)
5. «Борьба в эфире» («Жизнь и техника связи», 1927, № 1—9, под загл. «Радиополис»; отд. изд. — М.-Л., «Молодая гвардия», 1928)
6. «Человек-амфибия» («Вокруг света», 1928, № 1-6, 11—13; отд. изд. — М., «ЗиФ», 1928)
7. «Продавец воздуха» («Вокруг света», 1929, № 4—13)
8. «Человек, потерявший лицо» («Вокруг света», 1929, № 19—25)
9. «Подводные земледельцы» («Вокруг света», 1930, № 9—23)
10. «Прыжок в ничто» (отд. изд. — Л.—М., «Молодая гвардия», 1933)
11. «Воздушный корабль» («Вокруг света», 1934, № 10—12, 1935, № 1—6)
12. «Чудесное око» (отд. изд. — Киев: Молодий більшовик, 1935, на укр. яз.; перевод И. Васильева — Избранные научно-фантастические произведения в 2-х томах. — М., «Молодая гвардия», 1956. Т. 1)
13. «Звезда КЭЦ» («Вокруг света», 1936, № 2—11; отд. изд. — М.—Л.: Детиздат, 1940)
14. «Небесный гость» («Ленинские искры», 1937, 17—27 дек.; 1938, 4—29 янв., 9, 27 февр., 3—27 марта, 3—21 апр., 5—27 мая, 3—21 июня, 3 июля)
15. «Под небом Арктики» («В бой за технику!», 1938, № 4—7, 9—12; 1939, № 1—2, 4; ранее отрывок под загл. «Пленники огня» — «Вокруг света», 1936, № 1; отрывок под загл. «Подземный город» — «Вокруг света», 1937, № 9)
16. «Лаборатория Дубльвэ» («Вокруг света», 1938, № 7—9, 11—12; «Большевистское слово», 1939, 8, 10, 12, 15, 18, 20, 22, 26, 28 янв., 4, 8, 10, 15, 21 февр., 4, 6 марта [публ. не завершена])
17. «Человек, нашедший своё лицо» (отд. изд. — Л., «Сов. писатель», 1940)
18. «Ариэль» (отд. изд. — Л., «Сов. писатель», 1941)

### Повести
- «Вечный хлеб» («Борьба в эфире». М.-Л., «Молодая гвардия», 1928)
- «Золотая гора» («Борьба миров» (Л.), 1929, № 2)
- «Земля горит» («Вокруг света», 1931, № 30—36)
- «Замок ведьм» («Молодой колхозник», 1939, № 5—7)

### Рассказы
- «Ни жизнь, ни смерть» («Всемирный следопыт», 1926, № 5—6)
- «Идеофон» («Всемирный следопыт», 1926, № 6, подпись: А. Ром)
- «Белый дикарь» («Всемирный следопыт», 1926, № 7)
- «Охота на Большую Медведицу» («Вокруг света», 1927, № 4)
- «Сезам, откройся!!!» («Всемирный следопыт», 1928, № 4, подпись: А. Ром; «Вокруг света», 1928, № 49, под загл. «Электрический слуга», подпись: А. Роме)
- «Мёртвая голова» («Вокруг света», 1928, № 17-22)
- «Инстинкт предков» («На суше и на море», 1929, № 1—2)
- «Светопреставление» («Вокруг света», 1929, № 1—4,7)
- «Держи на Запад!» («Знание — сила», 1929, № 11)
- «Легко ли быть раком?» («Вокруг света», 1929, № 13, подпись: А. Ром)
- «Отворотное средство» («Вокруг света», 1929, № 27)
- «В трубе» («Вокруг света», 1929, № 33, подпись: А. Ром)
- «Нетленный мир» («Знание — сила», 1930, № 2)
- «Город победителя» («Всемирный следопыт», 1930, № 4)
- «ВЦБИД» («Знание — сила», 1930, № 6—7)
- «Зелёная симфония» («Вокруг света», 1930, № 22—24)
- «На воздушных столбах» («Борьба миров», 1931, № 1)
- «Солнечные лошади» («Природа и люди», 1931, № 19—20, подпись: Арбель)
- «Заочный инженер» («Революция и природа», 1931, № 2 (21))
- «Воздушный змей» («Знание — сила», 1931, № 2)
- «Шторм» («Революция и природа», 1931, № 3—5)
- «Сильнее бога» («Природа и люди», 1931, № 10, подпись: Арбель)
- «Чёртово болото» («Знание — сила», 1931, № 15)
- «Необычайные происшествия» («Ёж», 1933, № 9—11)
- «Рекордный полёт» («Ёж», 1933, № 10)
- «Встреча Нового, 1954 года» («Ёж», 1933, № 12)
- «Слепой полёт» («Уральский следопыт» [Свердловск], 1935, № 1; с. 27-34)
- «Пропавший остров» («Юный пролетарий», 1935, № 12)
- «Мистер Смех» («Вокруг света», 1937, № 5)
- «Невидимый свет» («Вокруг света», 1938, № 1, подпись: А. Романович)
- «Рогатый мамонт» («Вокруг света», 1938, № 3)
- «Анатомический жених» («Большевистское слово», 1940, 12 февр.; «Ленинград», 1940, № 6)
- «Лапотный Муций Сцевола» («Костёр», 1941[69])
- Изобретения профессора Вагнера
  - «Человек, который не спит» («Голова профессора Доуэля». М., «ЗиФ», 1926)
  - «Гость из книжного шкафа» («Голова профессора Доуэля». М., «ЗиФ», 1926)
  - «Над бездной» («Вокруг света», 1927, № 2, под загл. «Над чёрной бездной»; «Борьба в эфире». М.-Л., «Молодая гвардия», 1928)
  - «Творимые легенды и апокрифы»: 1. «Случай с лошадью», 2. «О блохах», 3. «Человек-термо» («Всемирный следопыт», 1929, № 4)
  - «Чёртова мельница» («Всемирный следопыт», 1929, № 9)
  - «Амба» («Всемирный следопыт», 1929, № 10)
  - «Хойти-Тойти» («Всемирный следопыт», 1930, № 1—2)
  - «Ковёр-самолёт» («Знание — сила», 1936, № 12)

### Очерки
- «Восхождение на Везувий» («Смоленский вестник», 1913, № 181, 185, 189)
- «Прогулка на гидроаэроплане» («Смоленский вестник», 1913)
- «Гражданин Эфирного Острова» («Всемирный следопыт», 1930, № 10-11)
- «Визит Пушкина» (новогодняя фантазия) («Большевистское слово» [Пушкин], 1939, 1 янв.)

### Сценарий
- «Когда погаснет свет» («Искусство кино», 1960, № 9—10, в сокращении)

## Издания

### Книги
- Александр Беляев Продавец воздуха: Фантастика отечественная. — [Сост. Е. Харитонов и Д. Байкалов. Комментарии  Е. Харитонов] Борьба в эфире; Вечный хлеб; Человек, потерявший лицо; Продавец воздуха; Золотая гора; Подводные земледельцы. — Данное собрание печатается с одобрения Светланы Александровны Беляевой — М.: Издательство «Э», 2017. — 608 с. ISBN 978-5-699-38296-5 (Отцы-основатели: русское пространство)

### Собрания сочинений
- Александр Беляев Полное собрание сочинений. [сост. Е. Харитонов и Д. Байкалов]. — М.: Эксмо, 2009. ISBN 978-5-699-37358-1 (Отцы-основатели: русское пространство)
  - Т. 1: Остров погибших кораблей; Властелин мира; Последний человек из Атлантиды; Человек-амфибия. — 606 с.
  - Т. 2: Борьба в эфире; Вечный хлеб; Человек, потерявший лицо; Продавец воздуха; Золотая гора; Подводные земледельцы: [фантастические романы]. — 607 с.
  - Т. 3: Прыжок в ничто; Воздушный корабль; Земля горит; Когда погаснет свет: [фантастические романы]. — 574 с.
  - Т. 4: Голова профессора Доуэля; Чудесное око; Звезда КЭЦ; Небесный гость — 574 с.
  - Т. 5: Лаборатория Дубльвэ; Под небом Арктики; Замок ведьм; Человек, нашедший своё лицо; Ариэль. — 574 с.
  - Т. 6: Повести и рассказы. — 574 с.
- Александр Беляев Полное собрание сочинений: в 2 т. — М.: Престиж Бук: Армада-Арбалет, 2010.
  - Т. 1. — 2010. — 1007 с.: портр.; ISBN 978-5-371-00207-5
  - Т. 2. — 2010. — 975 с.: портр.; ISBN 978-5-371-00208-2
- Александр Беляев Собрание сочинений: в 8 т. — СПб.: ООО "Издательство «Пальмира»; М.: ООО «Книга по требованию», 2017. ISBN 978-5-521-00394-5
  - Т. 1: Остров Погибших Кораблей; Голова профессора Доуэля. [предисл. А. Балабухи]. — 382 с.
  - Т. 2: Последний человек из Атлантиды; Продавец воздуха; Когда погаснет свет. — 416 с.
  - Т. 3: Человек-амфибия; Подводные земледельцы. — 400 с.
  - Т. 4: Властелин мира; Вечный хлеб; Человек, потерявший лицо. — 448 с.
  - Т. 5: Прыжок в ничто; Воздушный корабль. — 446 с.
  - Т. 6: Звезда КЭЦ; Лаборатория Дубльвэ; Чудесное око. — 496 с.
  - Т. 7: Человек, нашедший своё лицо; Ариэль. 448 с.
  - Т. 8: Рассказы. — 527 с.

### Комментарии
1. ↑  6 января 1942 — дата, указанная в большинстве источников. Зеев Бар-Селла, основываясь на дневниках Л. Осиповой[4][5][6], определяет дату смерти Беляева как «не позднее 23 декабря 1941»[7].
2. ↑  1891[11]
3. ↑  Ссылки добавлены только на официальные YouTube-каналы правообладателей
4. ↑  Дата введения в действие Гражданского кодекса РСФСР Архивная копия от 25 февраля 2010 на Wayback Machine, согласно ст. 496 которого срок действия авторского права устанавливался в 25 лет после смерти автора, «считая с 1 января года, следующего за годом смерти автора».
5. ↑  Согласно статье 137 Основ гражданского законодательства Союза ССР и республик, а в дальнейшем, статье 27 Закона РФ «Об авторском праве и смежных правах» от 09 июля 1993 года № 5351-1 (ЗоАП). «Основы…» действовали на территории Российской Федерации с 03 августа 1992 года (Постановления Верховного Совета РФ от 14 июля 1992 года № 3301-1 и от 03 марта 1993 года № 4604-1) до 03 августа 1993 года (даты вступления в силу ЗоАП)
6. ↑  Согласно пункту 5 статьи 1 Федерального закона от 20 июля 2004 года № 72-ФЗ "О внесении изменений в Закон Российской Федерации «Об авторском праве и смежных правах» Архивная копия от 14 февраля 2010 на Wayback Machine.
7. ↑  Согласно пункту 4 статьи 27 ЗоАП.